# Шактулик (Аляска)
Шактулик (англ. Shaktoolik, юпикские языки: Saqtuliq) — город в зоне переписи населения Ном, штат Аляска, США.

## География
По данным Бюро переписи населения США площадь населённого пункта составляет 2,7 км², из них суша составляет 2,7 км², а водные поверхности — 0 км². Расположен на берегу залива Нортон, в 201 км к юго-востоку от Нома.

## Население
По данным переписи 2000 года население города составляло 230 человек. Расовый состав: коренные американцы — 94,35 %; белые — 5,22 %; представители двух и более рас — 0,43 %. Доля лиц в возрасте младше 18 лет — 39,1 %; лиц старше 65 лет — 6,5 %. Средний возраст населения — 24 года. На каждые 100 женщин приходится 123,3 мужчин; на каждые 100 женщин в возрасте старше 18 лет — 122,2 мужчин.
Из 60 домашних хозяйств в 53,3 % — воспитывали детей в возрасте до 18 лет, 58,3 % представляли собой совместно проживающие супружеские пары, 8,3 % — женщины без мужей, 20,0 % не имели семьи. 16,7 % от общего числа хозяйств на момент переписи жили самостоятельно, при этом 0 % составили одинокие пожилые люди в возрасте 65 лет и старше. В среднем домашнее хозяйство ведут 3,83 человек, а средний размер семьи — 4,42 человек.
Средний доход на совместное хозяйство — $31 875; средний доход на семью — $35 000.
Динамика численности населения города по годам:
| 1930 | 1940 | 1950 | 1960 | 1970 | 1980 | 1990 | 2000 | 2010 |
| ---- | ---- | ---- | ---- | ---- | ---- | ---- | ---- | ---- |
| 104  | 128  | 127  | 187  | 151  | 164  | 178  | 230  | 251  |

## Экономика
Экономика города основана на натуральном хозяйстве: рыболовстве, охоте, оленеводстве и других видах деятельности.